# كريغ سامسون
كريغ سامسون (بالإنجليزية: Craig Samson)‏ (1 أبريل 1984 في المملكة المتحدة - ) هو لاعب كرة قدم بريطاني في مركز حراسة المرمى. شارك مع منتخب اسكتلندا تحت 21 سنة لكرة القدم. أما مع النوادي، فقد لعب مع دندي يونايتد وسانت جونستون وكوين أوف ساوث ونادي روس كاونتي ونادي سانت ميرين ونادي كيلمارنوك ونادي ماذرويل ونادي هيرفورد ونادي دندي ونادي آير يونايتد.

## وصلات خارجية
- كريغ سامسون على موقع قاعدة بيانات كرة القدم.إي يو (الإنجليزية)
- كريغ سامسون على موقع Soccerbase.com (لاعب) (الإنجليزية)
- كريغ سامسون على موقع Soccerway.com (الإنجليزية)